# Walzenhausen
Walzenhausen (toponimo tedesco) è un comune svizzero di 2 034 abitanti del Canton Appenzello Esterno.

## Storia
Il comune di Walzenhausen è stato istituito nel 1638 per scorporo da quello di Trogen.

## Monumenti e luoghi d'interesse

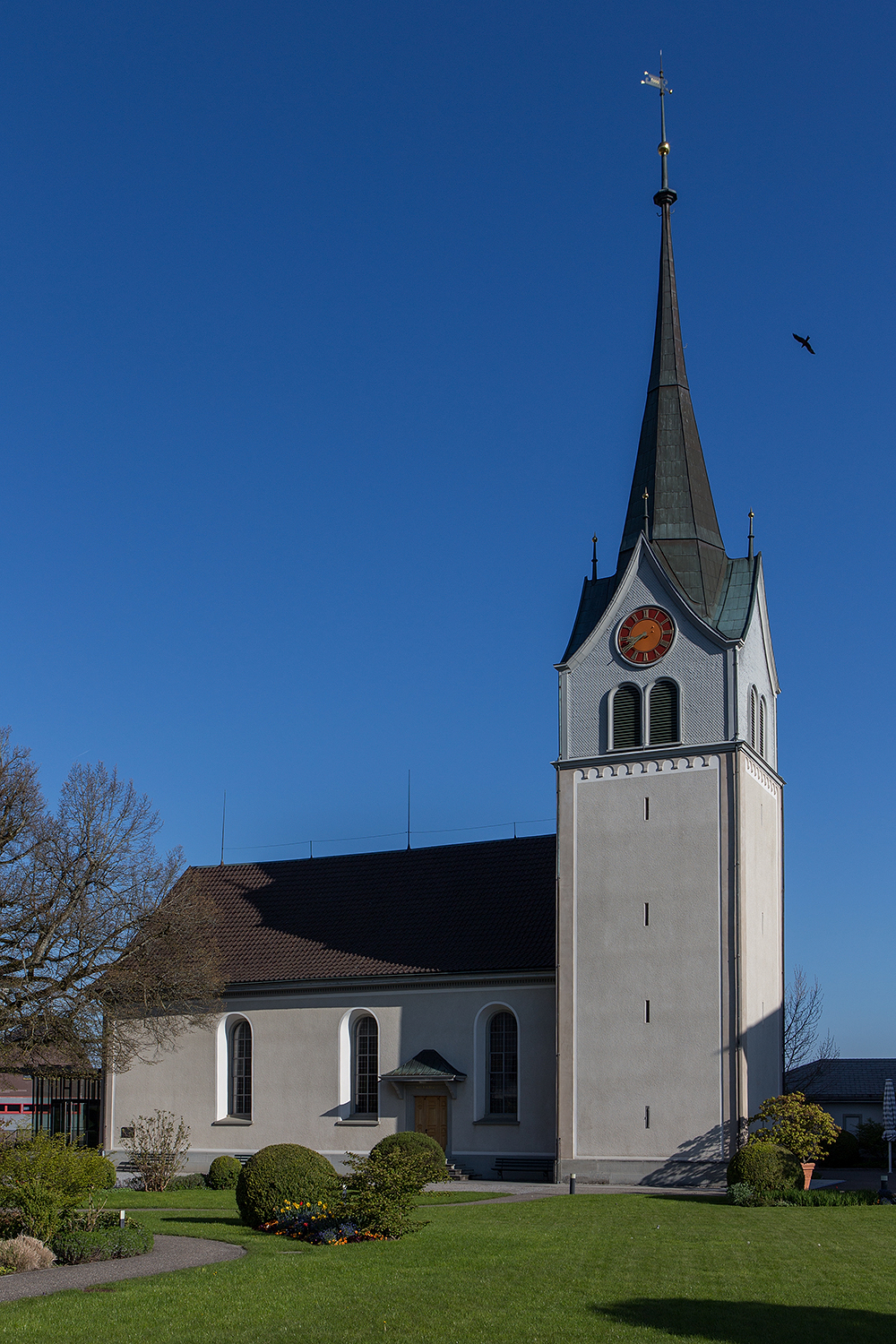
La chiesa riformata

- Chiesa riformata, eretta nel 1638[1].

## Società

### Evoluzione demografica
L'evoluzione demografica è riportata nella seguente tabella:
Abitanti censiti

## Economia
A Walzenhausen ha sede l'azienda cosmetica JUST.

## Infrastrutture e trasporti

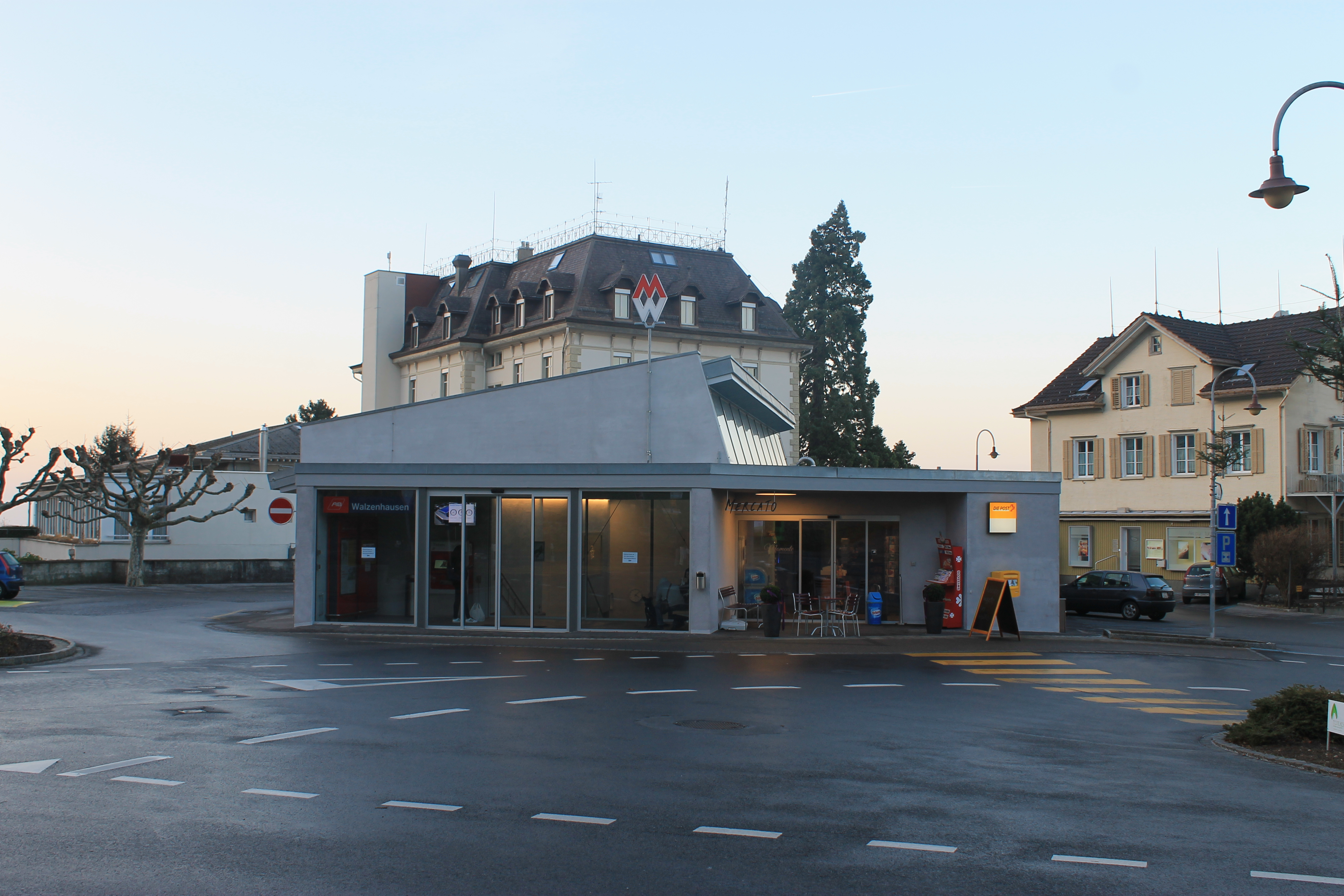
La stazione di Walzenhausen

Walzenhausen è servito dall'omonima stazione, capolinea della ferrovia Rheineck-Walzenhausen (linea S26 della rete celere di San Gallo).

## Amministrazione
Ogni famiglia originaria del luogo fa parte del cosiddetto comune patriziale e ha la responsabilità della manutenzione di ogni bene ricadente all'interno dei confini del comune.